# Ferocactus

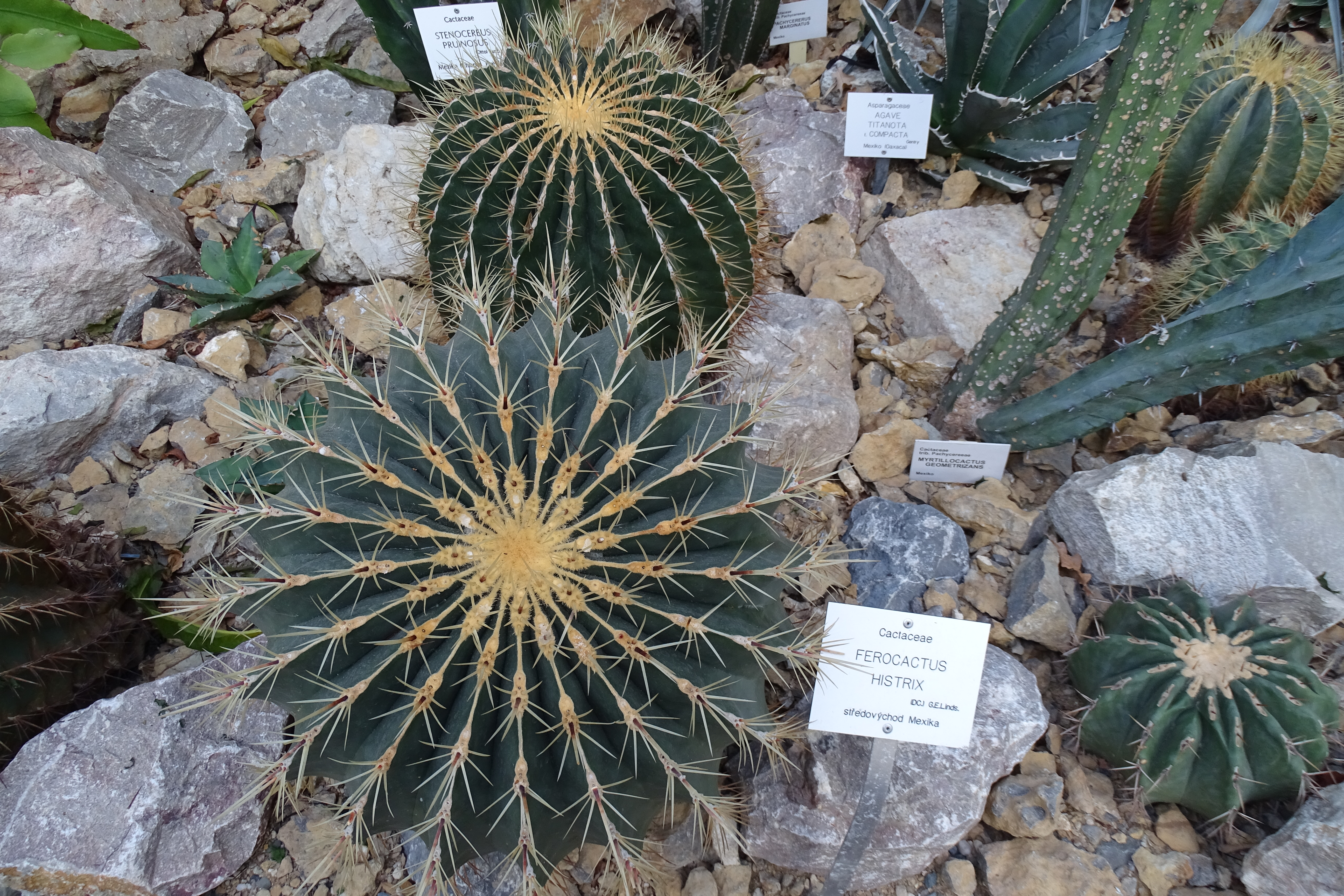
Ferocactus histrix ve skleníku Přírodovědecké fakulty v Praze

Ferocactus je rod velkých a středně velkých, kulovitých až válcovitých, severoamerických kaktusů.

## Výskyt
Rostou v Mexiku a jižních státech USA. Druhově nejbohatší výskyt je na severozápadu Mexika, Baja California a v jihozápadní části USA. Druhy této oblasti jsou variabilní, evolučně mladé. Ferokaktusy tvoří dominantu krajiny. Rod obsahuje asi 30 druhů.

## Popis
Stonek je kulovitý až krátce sloupovitý. Nejvyšší F. diguetii může dorůst až 4 m výšky. Nízké druhy s průměrem max. do půl metru jsou v rámci rodu považovány za malé druhy. Většina druhů roste soliterně, ale některé, jako například F. robustus a F. glaucescens rostou trsovitě. Stonek je rozdělen do výrazných, většinou přímých žeber. Areoly nesou pestré a silné trny v barvě žluté, červené, fialové, hnědé černé. Jsou přímé nebo hákovité a mohou mít až 20 cm délky. Květy vyrůstají na temeni, mají krátkou trubku. Jsou růžové, žluté, červené nebo fialové, okvětní lístky mohou mít střední proužek tmavší barvy. V dužnatém plodu jsou početná semena. Mají ledvinovitý až banánovitý tvar s jedním koncem zúženým. Kořeny jsou široce rozprostřené pod povrchem půdy do okolí.

## Využití
Trny dříve sloužily jako drobné nástroje, rydla, hroty harpun, rybářské háčky. Dužina se kanduje a prodává se na trzích Mexika jako sladkost. V době sucha byly používány jako náhradní píce pro kozy. Slouží k tvorbě trnitých plůtků mezi pozemky rolníků. Malé druhy skryté v trávě představují nebezpečí zranění pro koně a jsou proto rolníky likvidovány (např. "ďáblův jazyk" F. latispinus).
V původních oblastech jsou ferokaktusy hojně využívány k venkovní výsadbě a architektonickým úpravám.

## Pěstitelství
Tyto velmi pestré rostliny jsou oblíbeny, přesto ve sbírkách bývají obvykle zastoupeny jen několika exempláři. Druhově kompletní sbírky jsou pro jejich velikost vzácné. Při pěstování se vyžaduje intenzivní přímé oslunění, opatrná zálivka a dobré odvodnění. Rozmnožují se většinou semeny. Obchody nabízejí vyspělé exempláře s mohutným otrněním zasazené v plochých miskách. Pochází z pěstíren na jihu Evropy a jejich aklimatizace je obtížná. Mnohem lépe se pěstují menší rostliny od domácích pěstitelů. Bohužel mají redukované otrnění.

## Galerie

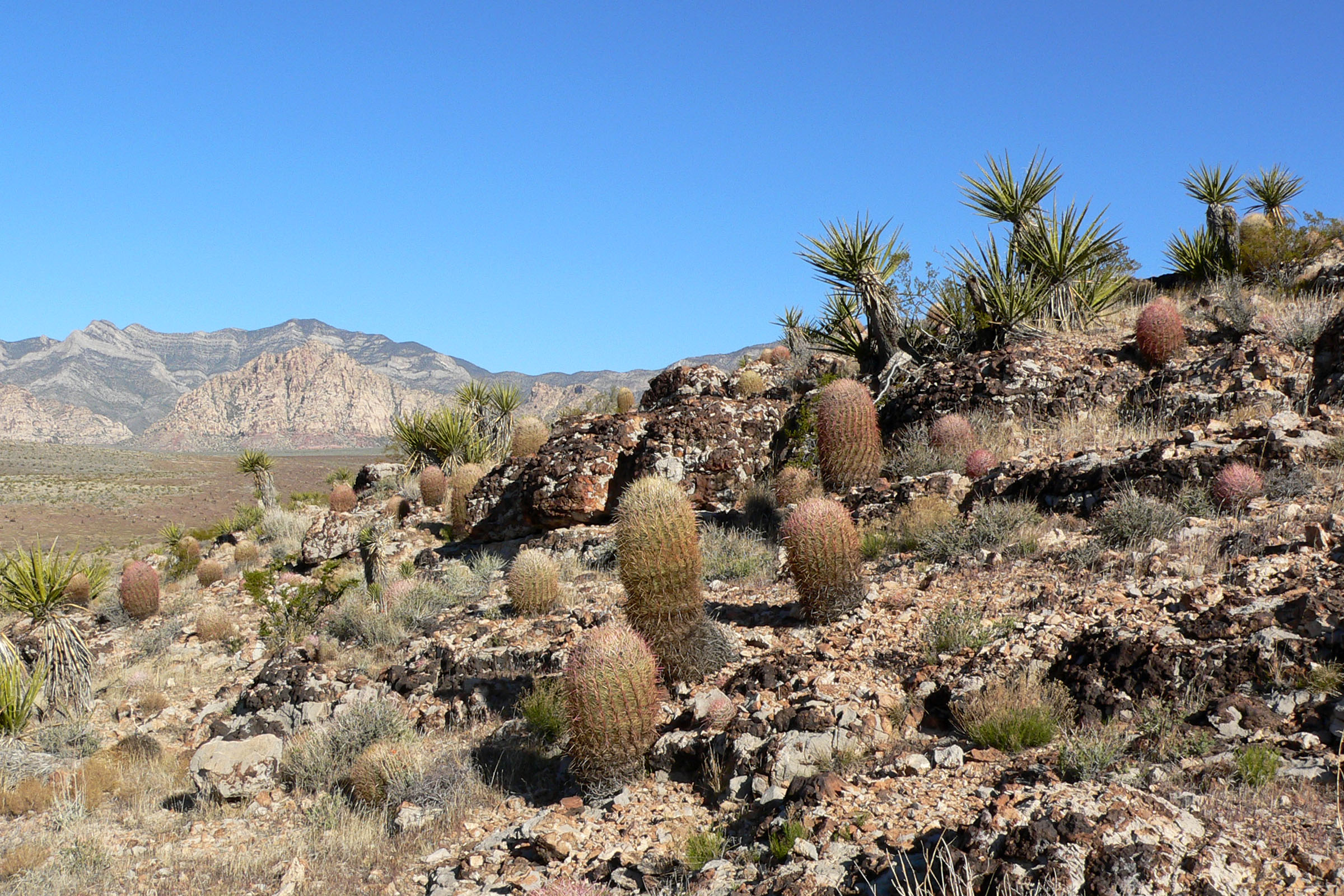
Ferocactus cylindraceus tvoří významný krajinný prvek.
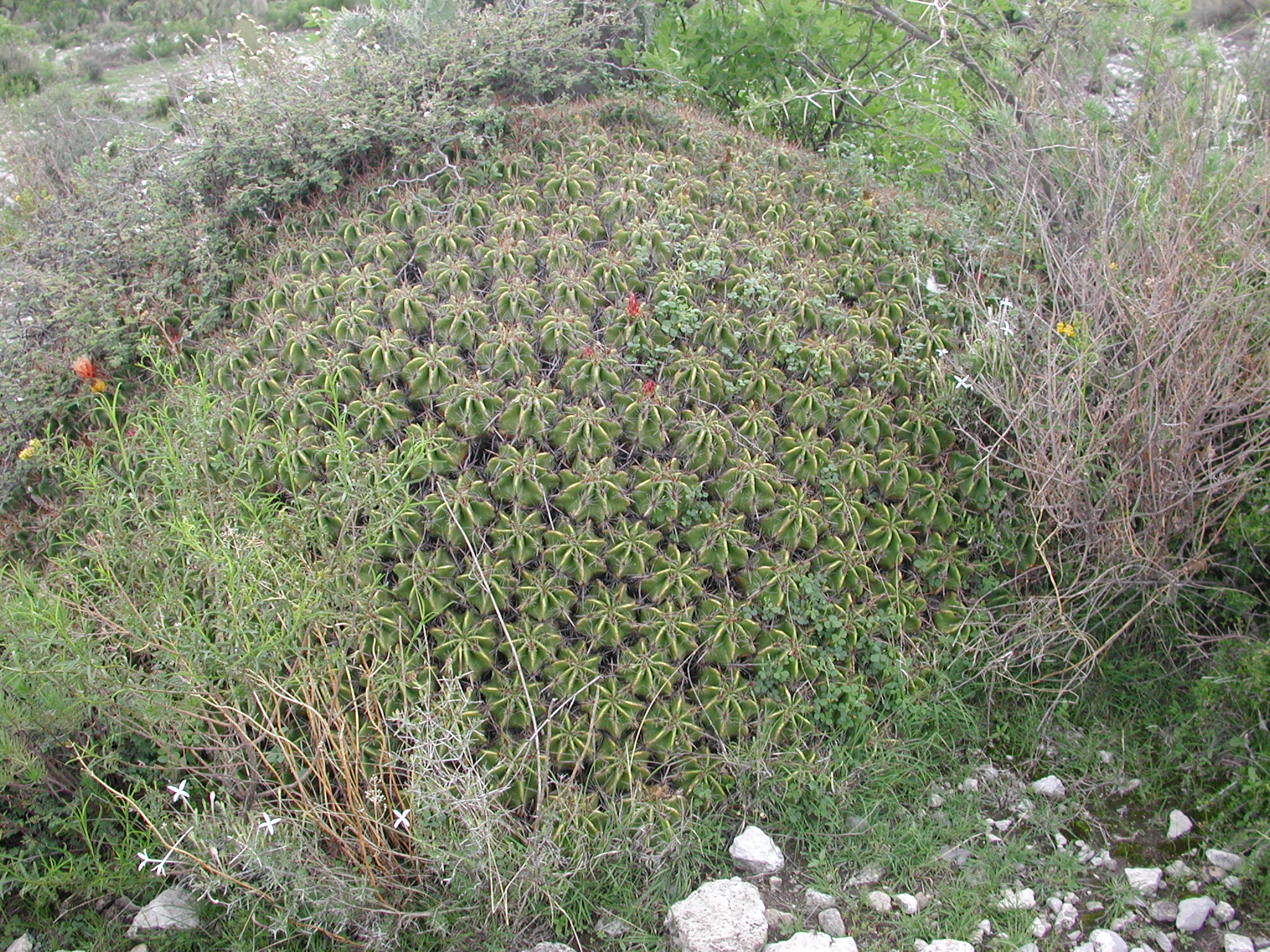
Trs Ferocactus robustus může mít až 2 m v průměru. Zcela vlevo kvetoucí jedinec.